# Gnamptogenys bisulca
Gnamptogenys bisulca is een mierensoort uit de onderfamilie van de Ectatomminae. De wetenschappelijke naam van de soort is voor het eerst geldig gepubliceerd in 1968 door Kempf & Brown.